# Șevcenka, Novoarhanhelsk
Șevcenka (în ucraineană Шевченка) este un sat în comuna Kopenkuvate din raionul Novoarhanhelsk, regiunea Kirovohrad, Ucraina.

## Demografie
Componența lingvistică a localității Șevcenka
     Ucraineană (98,53%)
     Rusă (1,47%)
Conform recensământului din 2001, majoritatea populației localității Șevcenka era vorbitoare de ucraineană (98,53%), existând în minoritate și vorbitori de rusă (1,47%).